# Dick Blok
Dirk Peter (Dick) Blok (Oegstgeest, 7 januari 1925 – Nederhorst den Berg, 6 februari 2019) was een Nederlandse mediëvist en naamkundige.

## Loopbaan
Blok studeerde middeleeuwse geschiedenis aan de Universiteit van Amsterdam. In 1953 behaalde hij cum laude zijn doctoraalexamen en in 1960 promoveerde hij, eveneens cum laude, op het proefschrift Een diplomatisch onderzoek van de oudste particuliere oorkonden van Werden.
In 1965 werd hij aangesteld als directeur van het Meertens Instituut. Als zodanig stond hij model voor het personage 'Jaap Balk' in J.J. Voskuils sleutelromancyclus Het Bureau. In 1986 ging hij met VUT.
Blok werkte daarnaast vanaf 1967 bij de Universiteit van Amsterdam, eerst als docent, vanaf 1976 als buitengewoon lector en vanaf 1980 als buitengewoon hoogleraar. Van 1986 tot 1990 was hij gewoon hoogleraar met de leeropdracht "Nederzettingsgeschiedenis in verband met de plaatsnaamkunde".
Blok werd in 1984 lid van de Koninklijke Nederlandse Akademie van Wetenschappen.

## Familie
Blok was een zoon van prof. dr. Henri Peter Blok (1894-1968) en Joanna Francina Benjamina van der Schalk (1897-1993), en een broer van prof. dr. Wouter Blok (1922-2010). Hij trouwde in 1955 met Henny Gazan, dochter van kleinkunstenares Stella Fontaine, en had met haar drie dochters: Francine Blok (1956), jazz-zangeres, Dieuwertje Blok (1957-2025), televisiepresentatrice, en Tessel Blok (1958), radio- en televisieprogrammaproducer.

## Werken
Prof. dr. D.P. Blok publiceerde een groot aantal artikelen op het gebied van de middeleeuwse geschiedenis, de nederzettingsgeschiedenis en de toponymie. 
Hij schreef ook een aantal boeken:
- De oudste particuliere oorkonden van het klooster Werden (1960),
- De Franken in Nederland (1979),
- R.E. Künzel - D.P. Blok - J.M. Verhoeff, Lexicon van Nederlandse toponiemen tot 1200, VIII, Amsterdam, 19892.[6]

en was redacteur van het standaardwerk Algemene geschiedenis der Nederlanden.